# 南河乡 (冕宁县)
南河乡，是中华人民共和国四川省凉山彝族自治州冕宁县曾经下辖的一个乡。2019年12月，撤销南河乡，所属行政区域划归锦屏镇管辖。

## 行政区划
南河乡撤销前下辖以下地区：
龙行村、三棵树村、三岔河村、水塘子村、普尔塘村、木洛村、阴山村和张家坪村。